# Hindustan Times
«Хиндустан Таймс» (The Hindustan Times) — индийская ежедневная газета на английском языке. Основана в 1924 году и уходит своими корнями к индийскому национально-освободительному движению («Хиндустан» — историческое название Северной Индии).
Hindustan Times является основной публикацией медиакомпании HT Media Ltd, которая принадлежит одной из ветвей известной семьи Бирла. В 2008 году разовый тираж газеты составлял 1,14 млн экз. — третье место среди англоязычных газет Индии после The Times of India и The Hindu. Согласно данным обзора индийских читателей, в 2008 году читательская аудитория Hindustan Times составляла 6,6 млн чел. и по этому показателю газета занимала второе место в Индии после The Times of India. Газета публикуется и продаётся в Северной Индии и печатается в восьми индийских городах: Нью-Дели, Мумбаи, Калькутте, Лакхнау, Патне, Ранчи, Бхопале и Чандигархе. До 2006 года газета также печаталась в Джайпуре. С 2004 года публикуется молодёжное приложение к газете —  Hindustan Times Next.
Другие издания, публикуемые медиакомпанией HT Media Ltd, это бизнес-газета на английском языке Mint, ежедневная газета на хинди Hindustan, ежемесячный журнал для детей Nandan и ежемесячный литературный журнал Kadambani.